# Microsoft Skype Division
Microsoft Skype Division era uma divisão da Microsoft que desenvolve softwares VoIP para o Skype. Microsoft anunciou que tinha planejado comprar a Skype Limited em maio de 2011 por 8,5 bilhões de dólares. A aquisição tem a aprovação dos Estados Unidos e da União Europeia que foi concluída em 13 de outubro de 2011, embora ainda aguarda aprovação de outros países. Microsoft planeja incorporar tecnologias do Skype em alguns de seus produtos, como Xbox 360 e Windows Phone.